# Henri d'Arbois de Jubainville
Henri d'Arbois de Jubainville (Nancy, 5 dicembre 1827 – Parigi, 26 febbraio 1910) è stato un docente e celtista francese.
Dal 1885 fu direttore della Revue celtique e dal 1890 insegnò al Collège de France.

## Opere
- Histoire des ducs et comtes de Champagne depuis le VIe siècle jusqu'à la fin du XIe, 8 vols. (1859-69)
- Répertoire archéologique du département (1861)
- Étude sur la déclinaison des noms propres dans la langue franque à l'époque mérovingienne (1870)
- Les Premiers Habitants d'Europe (1877),
  - avec une reprise et une seconde édition en 2 volumes (1889; 1894)
- Les Intendants de Champagne (1880)
- Introduction à l'étude de la littérature celtique (1883)
- Les Noms gaulois chez César et Hirtius De bello gallico (1891, sur Wikisource)
- Recherches sur l'origine de la propriété foncière et des noms de lieux habités en France (période celtique et période romaine), avec la collaboration de Georges Dottin, éd. Ernest Thorin, Paris, 1890; in-8°, XXXI-703 p.
- L'Épopée celtique en Irlande (1892). Traduit en anglais sous le titre Irish Mythological Cycle par R. I. Best.
- Études de droit celtique (1895)
- Les Principaux Auteurs de l'Antiquité à consulter sur l'histoire des Celtes (1902)
- Cours de littérature celtique (collectif, 12 volumes, 1908)